# 6545 Leitus
6545 Leitus eller 1986 TR6 är en trojansk asteroid i Jupiters lagrangepunkt L4. Den upptäcktes 5 oktober 1986 av den slovakiske astronomen Milan Antal i Piwnice. Den är uppkallad efter Leitus i den grekiska mytologin.
Asteroiden har en diameter på ungefär 51 kilometer.